# 纳库尔
纳库尔（Nakur），是印度北方邦Saharanpur县的一个城镇。总人口20634（2001年）。

## 人口
该地2001年总人口20634人，其中男性10816人，女性9818人；0—6岁人口3294人，其中男1728人，女1566人；识字率55.91%，其中男性为63.80%，女性为47.21%。